# Rebecca (película)
Rebecca —conocida en español como Rebeca y Rebeca, una mujer inolvidable— es una película estadounidense de 1940 rodada en blanco y negro y hablada en inglés. Está basada en la novela Rebeca, de Daphne du Maurier. Fue dirigida por Alfred Hitchcock, producida por David O. Selznick y protagonizada por Joan Fontaine y Laurence Olivier. Fue el primer film que Hitchcock rodó en los Estados Unidos y recibió once nominaciones a los 13.° Premios de la Academia, más que cualquier otra película de ese año. Ganó dos premios, Mejor película y Mejor fotografía en blanco y negro, siendo la única película dirigida por Hitchcock en ganar el primero. En 2018, el film fue seleccionado para ser preservado en el Registro Nacional de Cine de los Estados Unidos por la Biblioteca del Congreso por ser "cultural, histórica o estéticamente significativo".

## Antecedentes
A mediados de la década de 1930, el director británico Alfred Hitchcock había tenido noticias del interés que algunos productores estadounidenses tenían por hacerse con sus servicios. Sus películas El hombre que sabía demasiado y Los 39 escalones le habían dado fama mundial. La idea de cruzar el Atlántico era tentadora debido a la mayor solvencia técnica del cine estadounidense, pero también conllevaba un riesgo. En su país era ya una figura conocida y respetada, tenía un control casi total sobre su obra y desarrollaba una rica vida social en la que era reverenciado por los periodistas. Así las cosas, tras finalizar el rodaje de Inocencia y juventud decidió pasar unas vacaciones en los Estados Unidos. El 22 de agosto de 1937 desembarcó en Nueva York acompañado de su esposa, su hija y su secretaria Joan Harrison.
Pronto recibió una oferta de Pandro S. Berman para rodar una película con RKO, un proyecto que nunca llegó a realizarse. Al mismo tiempo, Katherine «Kay» Brown, representante del productor David O. Selznick, le invitó a pasar unos días en su casa de campo de Amagansett y negoció insistentemente con él. Sin embargo, el 4 de septiembre, sin haber acordado nada, el director y su familia regresaron al Reino Unido.
Mientras Hitchcock preparaba el rodaje de The Lady Vanishes, Selznick envió en noviembre a Inglaterra a Brown y a John Hay Whitney, un destacado ejecutivo de su productora. Ambos pudieron ver Inocencia y juventud en un pase privado y, mientras al segundo no le gustó en absoluto y telegrafió a su jefe diciéndole que no tomara ninguna decisión sin verla antes, a la primera sí le agradó y aconsejó a Selznick que no hiciera el menor caso de Whitney. De esta forma, y no solo por ese detalle, Kay Brown fue decisiva para el entendimiento entre director y productor. Además, Hitchcock tuvo la sinceridad de expresar delante de ellos su interés por la novela Rebeca, de Daphne Du Maurier, quien era hija de un viejo amigo suyo. El resultado fue que Selznick le envió un telegrama el 9 de enero de 1938 ofreciéndole la posibilidad de dirigir la película para él y, posteriormente, adquirió los derechos de su adaptación cinematográfica.
En marzo de 1938, Selznick pudo ver Inocencia y juventud, película que le entusiasmó. Continuó enviando telegramas a Inglaterra exponiendo planes de posibles películas. Pero una entrevista concedida por Hitchcock en la que decía que el trato estaba todavía en el aire y expresaba su deseo de tener tanto peso en la película como el productor, decepcionó a este. La interrupción de sus telegramas desilusionó, a su vez, al director inglés, que reaccionó enviando una carta a su representante para que le hiciera llegar a Selznick su contrariedad por no haber alcanzado un acuerdo. Además, había contratado como representante a Myron Selznick, hermano del productor, en la convicción de que ello facilitaría el acuerdo.
En mayo, Selznick ofreció a Hitchcock realizar un filme sobre el hundimiento del Titanic, idea que el realizador inglés dijo —con mayor o menor sinceridad según unas u otras fuentes— que también rondaba por su cabeza. Todavía hizo en junio de 1938 un nuevo viaje a los EE. UU. en el que RKO no aceptó sus condiciones y Samuel Goldwyn ni siquiera le hizo una oferta. La incierta situación política europea había afectado a la industria cinematográfica británica, que se vio fuertemente disminuida. Fue entonces cuando definitivamente decidió firmar un contrato con Selznick que comenzaría en abril de 1939. El anuncio se hizo el 9 de julio y el contrato incluía a Joan Harrison como ayudante especial del director, algo poco frecuente y de lo que Myron Selznick se sintió muy satisfecho. Hitchcock tendría así tiempo para dirigir su última película británica: Jamaica Inn, también basada en una novela de Du Maurier. Director y productor se conocieron al fin personalmente en un encuentro muy cordial, el contrato se firmó el 14 de julio y Hitchcock regresó a Inglaterra.

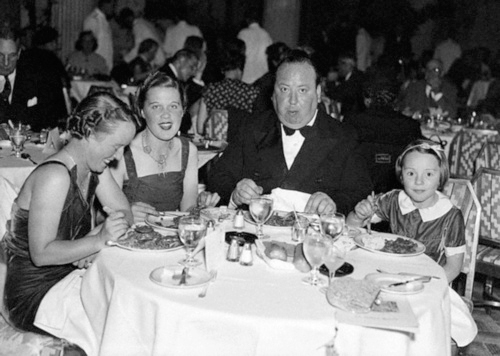
La familia Hitchcock y Joan Harrison durante su primera visita a los Estados Unidos.

La decisión del director era lógica. La reacción de los círculos académicos británicos hacia el cine había sido siempre despectiva, pues consideraban que era una industria creada por las clases medias con destino al consumo por las clases bajas. La obra de Hitchcock era considerada por esas élites como poco más que un entretenimiento aceptable. Sin embargo, los estadounidenses estaban entusiasmados por el trabajo del realizador y era lógico que este respondiera favorablemente.
En septiembre Selznick consideraba Titanic su primera opción, aunque seguía pensando en Rebeca. La novela de Daphne du Maurier se había publicado el 5 de agosto, y la escritora expresó su insatisfacción con la versión cinematográfica de Jamaica Inn. Pero las buenas referencias que recibió acerca de la fidelidad con que Selznick trataba los textos literarios en sus adaptaciones le convenció de venderle los derechos por 50 000 dólares.
El exitoso estreno en octubre de The Lady Vanishes convenció a la crítica estadounidense de que Hitchcock era el único director extranjero de altura. En diciembre, Selznick esperaba que el director y Joan Harrison tuvieran ya terminado el primer guion de Rebeca, pero la respuesta del realizador era que necesitaba más tiempo debido a la redacción de la novela en primera persona. El productor comprendió que Hitchcock necesitaba mayor libertad que otros directores.
El primero de marzo de 1939 la familia Hitchcock embarcó en Southampton en el Queen Mary con destino a América. Con ellos viajaban la fiel Harrison, una cocinera, una doncella y dos perros. El director se instaló definitivamente en EE. UU. en marzo de 1939, informado ya de que Selznick había desechado el proyecto sobre el Titanic y prefería abordar la adaptación de Rebeca. Como el productor pensilvano seguía enfrascado en la gigantesca producción de Lo que el viento se llevó, los Hitchcock no tuvieron prisa. Tras unos días en Nueva York, llegaron a California y emplearon el tiempo en buscar una casa y establecer algunas relaciones sociales. El 10 de abril, el director pasó a integrarse oficialmente en Selznick International Pictures y comenzó a acudir a una oficina acompañado de Joan Harrison y, habitualmente, de su esposa Alma para trabajar en el guion de Rebeca.

## El productor
En esta época, David O. Selznick estaba ampliando su imperio cinematográfico. Se había iniciado como productor en 1923 en la compañía de su padre. Posteriormente, había trabajado sucesivamente en Metro, RKO, Paramount y, de nuevo, en Metro-Goldwyn-Mayer, donde contaba con el apoyo de su suegro, Louis B. Mayer. Finalmente acababa de fundar su propia compañía, la Selznick International Pictures. Desde 1935 formaba el triunvirato dirigente de la productora United Artists junto con Samuel Goldwyn y Walter Wanger. Allí había implantado un estilo basado en las espectaculares producciones destinadas a satisfacer el gusto popular con grandiosidad escénica. Había producido con éxito filmes tan distintos como El pequeño lord (John Cromwell, 1936), El prisionero de Zenda (J. Cromwell, 1937), A Star is Born (William A. Wellman, 1937) e Intermezzo (Gregory Ratoff, 1939). Cuando Hitchcock llegó a los Estados Unidos el empresario se hallaba completamente sumergido en el complejo rodaje de Lo que el viento se llevó. Muy fatigado por el esfuerzo, aparentaba más de los treinta y siete años que contaba, pero dejó claro que, pese a su carga de trabajo, prestaría una personal atención a Rebeca.

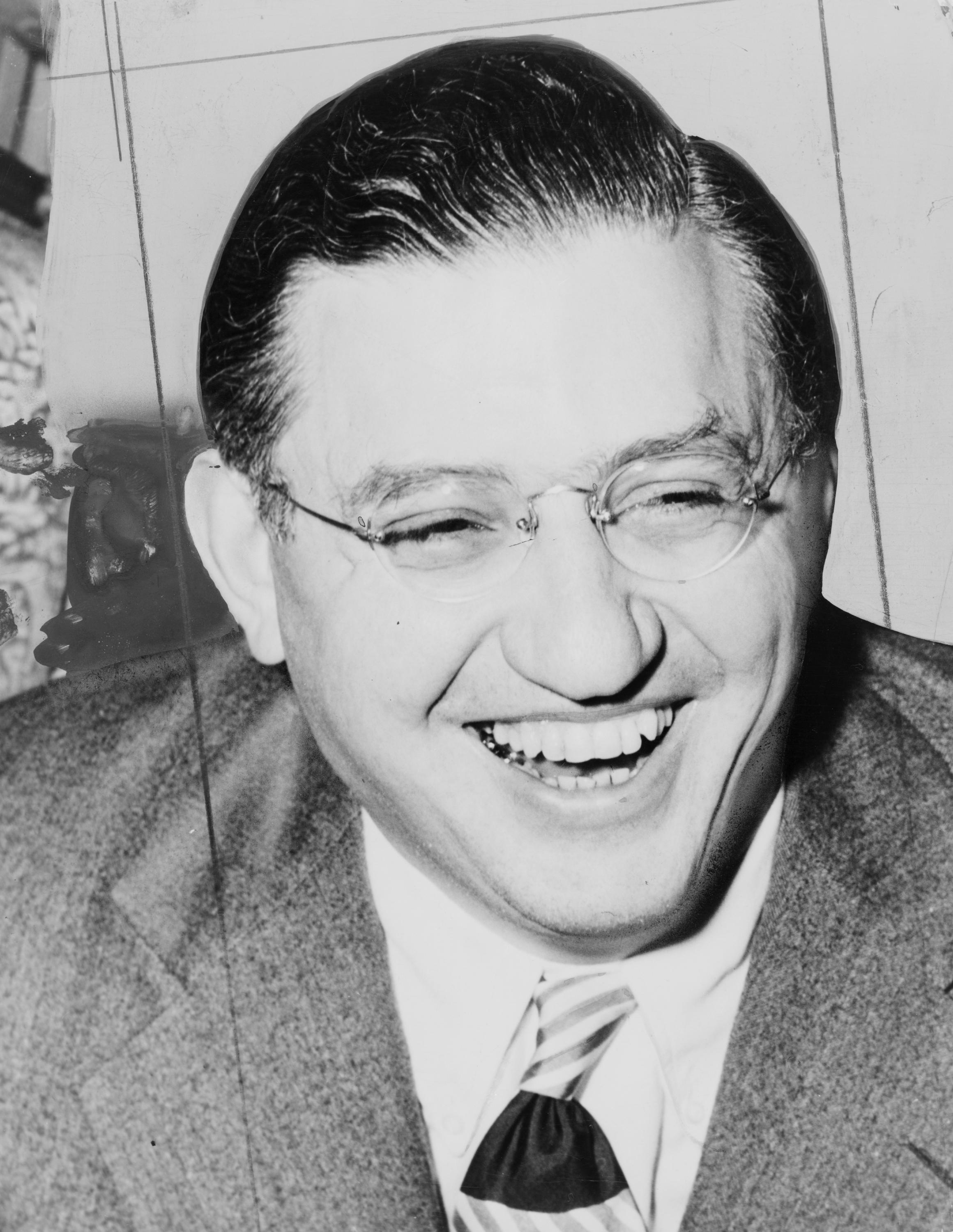
David O. Selznick se encontraba en la cumbre de su carrera.

Selznick era una persona que se ajustaba meticulosamente al guion, visitaba el plató con frecuencia y se aseguraba de que el rodaje se ajustaba a lo estipulado en todos los detalles. Cada día redactaba un extenso memorando que contenía numerosas instrucciones dirigidas a sus directores y otros muchos colaboradores indicando las cosas que se debían corregir para que sus productos llevasen el sello de la casa. Además, consideraba esencial la fidelidad a las obras literarias en las que se basaban las películas, a fin de no decepcionar al público que las había leído y esperaba su traslación a la pantalla. En el caso de Rebeca, creía que había que respetar el carácter romántico de la novela, a fin de que las espectadoras se identificaran con el personaje protagonista.
Hitchcock propuso rodar la película en cuarenta y ocho días y por 947 000 dólares, pero Selznik rebajó ambas cifras a treinta y seis días y 750 000 dólares. También esperaba que el director rodase cuatro páginas del guion cada día. Sin embargo, el inglés no estaba todavía habituado a la forma de trabajar en los Estados Unidos y rodaba con mayor lentitud. Pese a las diferencias de estilos, Hitchcock acabó gozando de una independencia mayor que otros directores que habían trabajado con el productor. Pero esa relativa libertad no evitó que surgieran los roces. Los preparativos del estreno de Lo que el viento se llevó no impidieron que Selznick prestara la misma atención a Rebeca que a su mayor éxito. Su director de publicidad, Whitney Bolton, diría más tarde que Hitchcock no era amable y que disfrutaba pinchando a los demás. Creía, además, que buscaba siempre llamar la atención y, si no lo conseguía, reaccionaba con irritación. Por su parte, a sus treinta y siete años, Selznick estaba realizando su sexagésimo novena película, y desarrollaba una notable energía en su labor de producción. Se apoyaba en su esposa Irene, hija de Louis B. Mayer, así como en el uso de una delicada mezcla de barbitúricos y anfetaminas.
Además de controlar diariamente los progresos, el productor asistió personalmente al rodaje de determinadas escenas claves, como aquella en la que la señora Danvers muestra a la protagonista objetos personales de Rebeca; una escena insignificante en la novela que Hitchcock convirtió en una de las mejores del filme. Esa secuencia en la antigua habitación de Rebeca fue enriquecida con un detalle sutil por indicación de Selznick: un retrato de Max de Winter colocado en el tocador cuya presencia debía herir a la protagonista.
El esfuerzo de Selznick se vio recompensado. Rebeca consiguió el Óscar a la mejor película en la edición correspondiente a 1940. Y lo hizo superando a rivales de la talla de The Grapes of Wrath y The Long Voyage Home, ambas dirigidas por John Ford; El gran dictador, de Charles Chaplin; The Philadelphia Story, de George Cukor; Our Town, de Sam Wood; La carta, de William Wyler y Foreign Correspondent, realizada por el propio Hitchcock. Selznick recibió con gran satisfacción el premio, que era el segundo consecutivo tras el de Lo que el viento se llevó.
Aunque Selznick respetó siempre el talento de Hitchcock, rodó con él tres películas más —Spellbound, Notorious y The Paradine Case— y el público les respondió en taquilla, no llegó nunca a simpatizar con el director debido a sus notables diferencias respecto a cómo abordar el medio cinematográfico.

## La novela

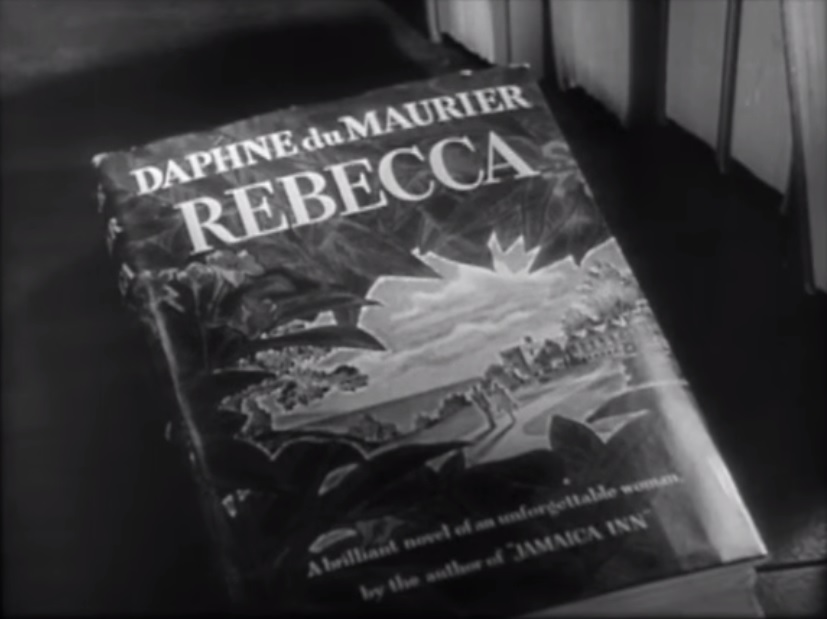
Rebeca, novela romántica y gótica.

Rebeca, de Daphne Du Maurier, es una novela psicológica de clara raíz folletinesca, un relato romántico y gótico con algunas similitudes con la novela Jane Eyre de Charlotte Brontë (1847): protagonistas jóvenes abrumadas por la duda, lujosas mansiones situadas en desolados parajes, el peso del pasado y de los difuntos, pavorosos incendios y finales aparentemente felices. Publicada en 1938, había sido un éxito de ventas en el Reino Unido y los Estados Unidos, y había sido traducida a varios idiomas. Aunque seguramente alejada de los gustos del siglo XXI, sigue siendo una novela popular. Su trama es algo sensiblera, con personajes buenos y malos y una cenicienta que consigue un final feliz.

## El guion
A finales de 1938 Selznick había pedido a Hitchcock un primer tratamiento del guion y había intentado concretar el nombre de un escritor que lo revisara. El realizador inglés le dijo que esperara a ver el primer guion antes de pensar en otro adaptador. De hecho, rechazó los nombres de Lillian Hellman, Martin Buckley, Charles Brackett, Delmer Daves y Philip MacDonald, si bien este último llegó a colaborar brevemente en el proyecto y figuró finalmente en los créditos como coadaptador. Ya antes de trasladarse a América se puso a trabajar en el escrito junto con su secretaria Joan Harrison y Michael Hogan, libreto que terminaría ya en Estados Unidos. Hitchcock menospreciaba la novela, a la que consideraba literatura femenina. Decidió mantener el armazón principal, pero suprimiendo gran parte de la trama y modificando varios personajes. Introdujo secuencias humorísticas e intentó eliminar ese espíritu femenino. Además, la estructura del guion era muy diferente a la que se solía utilizar en Hollywood y contenía muchas más escenas y mayor precisión en cuanto a diálogos y enfoque de cámara. Este primer guion horrorizó a Selznick cuando lo leyó el 3 de junio de 1939, y fue tajantemente rechazado por el productor, a quien no le gustaba el sentido del humor introducido y quería un tratamiento respetuoso con la novela original para no ofender a sus numerosos lectores.

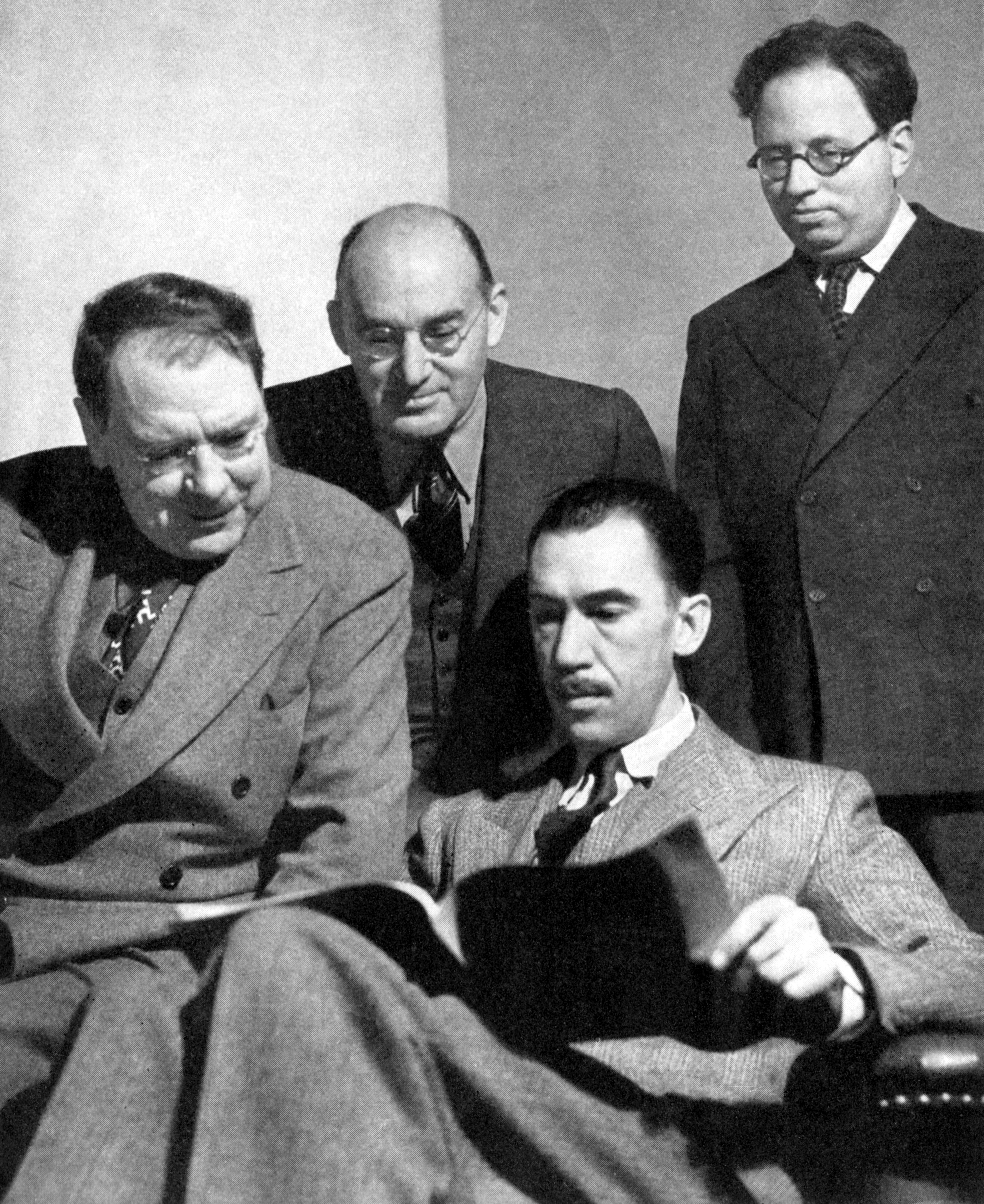
El dramaturgo Robert E. Sherwood (sentado), dio un toque más americano al guion.

El productor envió a Hitchcock uno de sus largos memorandos en el que explicaba los motivos del rechazo. «Compramos Rebeca y tenemos intención de filmar Rebeca», decía en resumen. Le parecía de un humor sumamente vulgar una escena inicial en la que Maxim de Winter hacía que se mareasen los demás pasajeros de un barco al fumar un cigarro. Creía además que el guion no había diseñado correctamente las complejas personalidades de la señora Danvers, Maxim y de la propia señora de Winter; y que sobraba una lunática abuela que no existía en la novela y que habitaba en una aislada torre al estilo Brönte.
Selznick contrató entonces a Robert E. Sherwood, prestigioso autor teatral y habitual adaptador al cine de obras literarias inglesas. Este revisó el texto anterior ajustándolo al gusto del productor, si bien Hitchcock supo capear hábilmente algunas de las imposiciones de Selznick. Aunque la contribución de Sherwood fuera cuantitativamente menor, no es en absoluto desdeñable. Por ejemplo, fue él quien ayudó a resolver el tratamiento de la secuencia de la confesión de Maxim de Winter a su esposa —que Hitchcock había pensado inicialmente solventar con un flashback— al convertirlo en un monólogo al que el director daría un imaginativo tratamiento visual. También había un problema con el Código de Producción de Películas, que no podía aceptar que Maxim de Winter fuera el asesino de su primera esposa y quedara impune. A Selznick le irritaba mucho la censura cinematográfica, que consideraba un obstáculo para el arte, y pensó que Sherwood podía ser la persona indicada para sortear ese obstáculo y para expurgar y pulir el guion. Por su parte, Hitchcock fue consciente de que debía aceptar tanto las imposiciones del código Hays como las del productor. También apreció que se le permitiera participar en la elaboración del guion, si bien lamentaba las extensas jornadas de trabajo de Selznick, que se extendían hasta altas horas de la madrugada. Por otra parte, es indudable que el productor era un experimentado cineasta con un excelente criterio acerca de cómo una película podía triunfar comercial y artísticamente. Y ofrecía una excelente remuneración y cómodas condiciones de trabajo que compensaban el agitado ritmo seguido.
El 29 de julio de 1939 se alcanzó un resumen de guion que incluía las ideas comunes a productor y director y el 7 de septiembre fue aprobado el guion definitivo. Finalmente fueron Sherwood y Harrison los firmantes del guion, figurando los mencionados Hogan y MacDonald como coadaptadores. La participación de cada uno en el resultado final sigue siendo discutida, ya que Donald Spoto opina que Sherwood fue quien menos aportó mientras que señala la participación no acreditada de la esposa de Hitchcock, Alma, quien había colaborado con Hogan en el primer guion. Sin embargo, el propio Hitchcock reconoció más tarde a François Truffaut que Sherwood ejerció una gran influencia en la película al escribir «el guion desde un punto de vista menos estrecho de lo que hubiéramos hecho en Inglaterra».
El código Hays impidió un desarrollo que estaba presente en el primer guion. El hecho de que durante buena parte de la película Max de Winter fuera sospechoso de haber asesinado a su primera esposa fue sustituido por la muerte accidental de esta. El director aceptó la modificación sin mayor problema.
Sherwood y Harrison fueron nominados al Óscar al mejor guion adaptado, peroel premio fue ganado por Donald Ogden Stewart por su trabajo para The Philadelphia Story.

## Sinopsis
«Anoche soñé que volvía a Manderley...». La voz en off de la protagonista abre la cinta con esta frase mientras la cámara cruza el umbral de la citada mansión y muestra un brumoso paisaje fantasmal propio de los sueños o de los recuerdos.

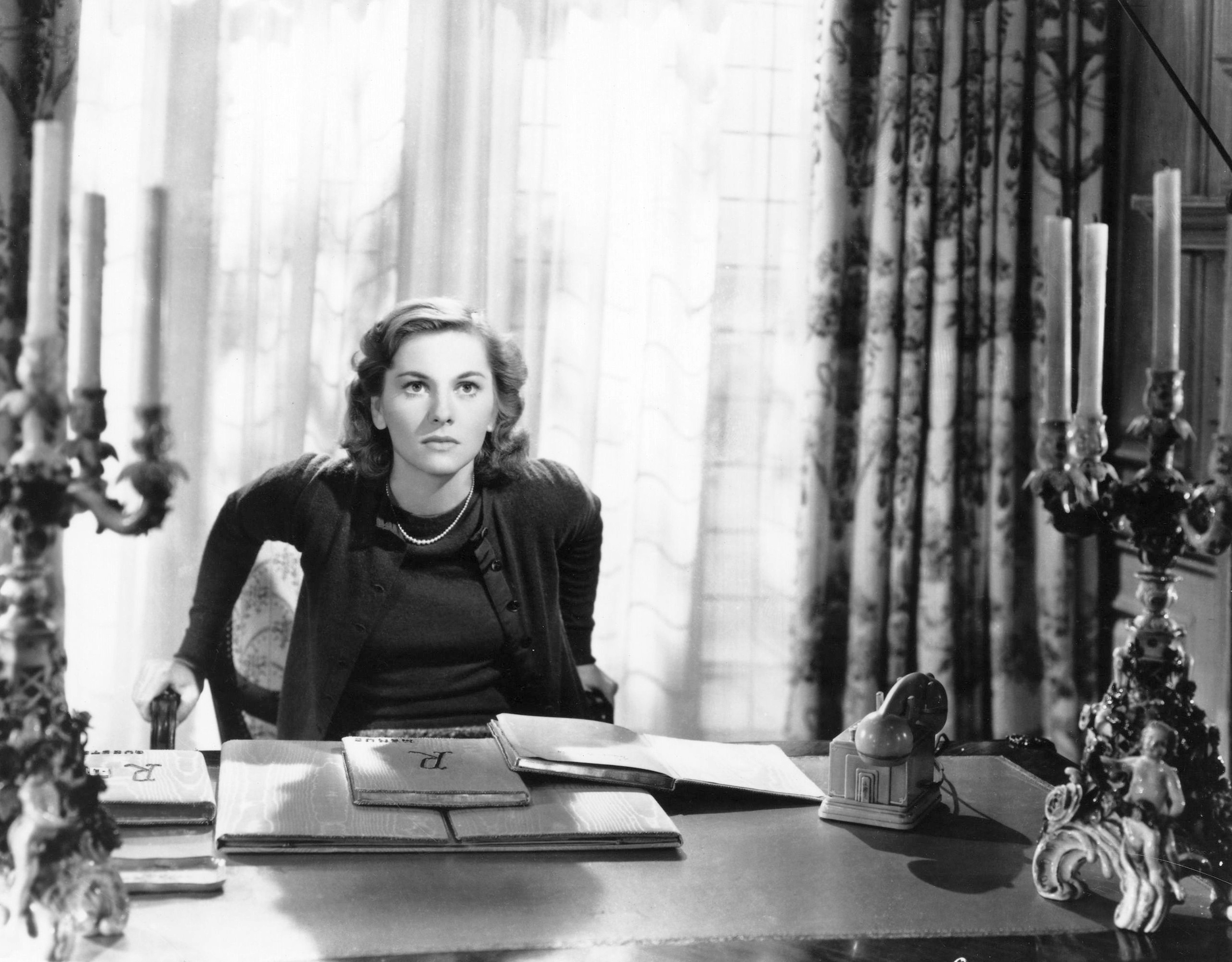
La humilde esposa se siente fuera de lugar en la mansión.

Una joven que trabaja como señorita de compañía conoce casualmente a un lord en Montecarlo. Este —Max de Winter— se encuentra traumatizado por la reciente muerte de su mujer y parece encontrar la felicidad en compañía de la joven. Al poco tiempo contraen matrimonio y se establecen en Manderley, la mansión rural inglesa en la que el lord vivió en compañía de Rebeca, su primera esposa. La nueva lady de Winter tiene dificultades para adaptarse a su nuevo papel de señora, acomplejada por la imagen que se forma de su predecesora, a lo que contribuye la actitud hostil del ama de llaves, la señora Danvers. Esta parece empeñada en hacerle notar que no puede competir con la anterior señora de la casa, y su consejo de llevar un determinado vestido a un baile de disfraces no hará sino empeorar las cosas.
La misma noche del baile es encontrado cerca de la costa el yate de Rebeca hundido conteniendo su cadáver. Max confiesa a su esposa que él no amaba a Rebeca y que esta murió accidentalmente. Asustado, la embarcó en el balandro y abrió las espitas para que se hundiera. En un primer momento, las sospechas de asesinato recaen sobre él. Sin embargo, la investigación revela que Rebeca padecía una enfermedad incurable, por lo que se supone que se suicidó. Superado el recuerdo de la difunta, la pareja se dispone a vivir felizmente, pero antes de eso presencian como la señora Danvers prende fuego a Manderley hasta la completa destrucción tanto de la mansión como de la enajenada ama de llaves.
Mientras que en la novela la narradora relata toda la acción desde un presente feliz que el lector conoce, en la película desaparece después de ese comienzo, el espectador ignora el desenlace y el argumento toma la forma retrospectiva.

## Rodaje
El rodaje comenzó el 7 de septiembre, pero lo hizo muy marcado por el estallido de la guerra en Europa. Hitchcock estaba preocupado por sus familiares residentes en Londres ante el temor de que la ciudad fuera bombardeada. Además, influyó también la inseguridad de Joan Fontaine. Hitchcock consideraba imprescindible preparar su labor. Era la única actriz estadounidense del reparto junto con Florence Bates, y Laurence Olivier dejaba claro su disgusto porque no hubiera sido contratada Vivien Leigh. Todo ello produjo una inusual lentitud en el trabajo y un retraso que disgustó a Selznick. Además, al productor también le molestaba el tradicional método de trabajo del director británico. Este solía rodar únicamente desde un ángulo de cámara, lo que dejaba pocas opciones de montaje y limitaba la actuación de Selznick en la postproducción.

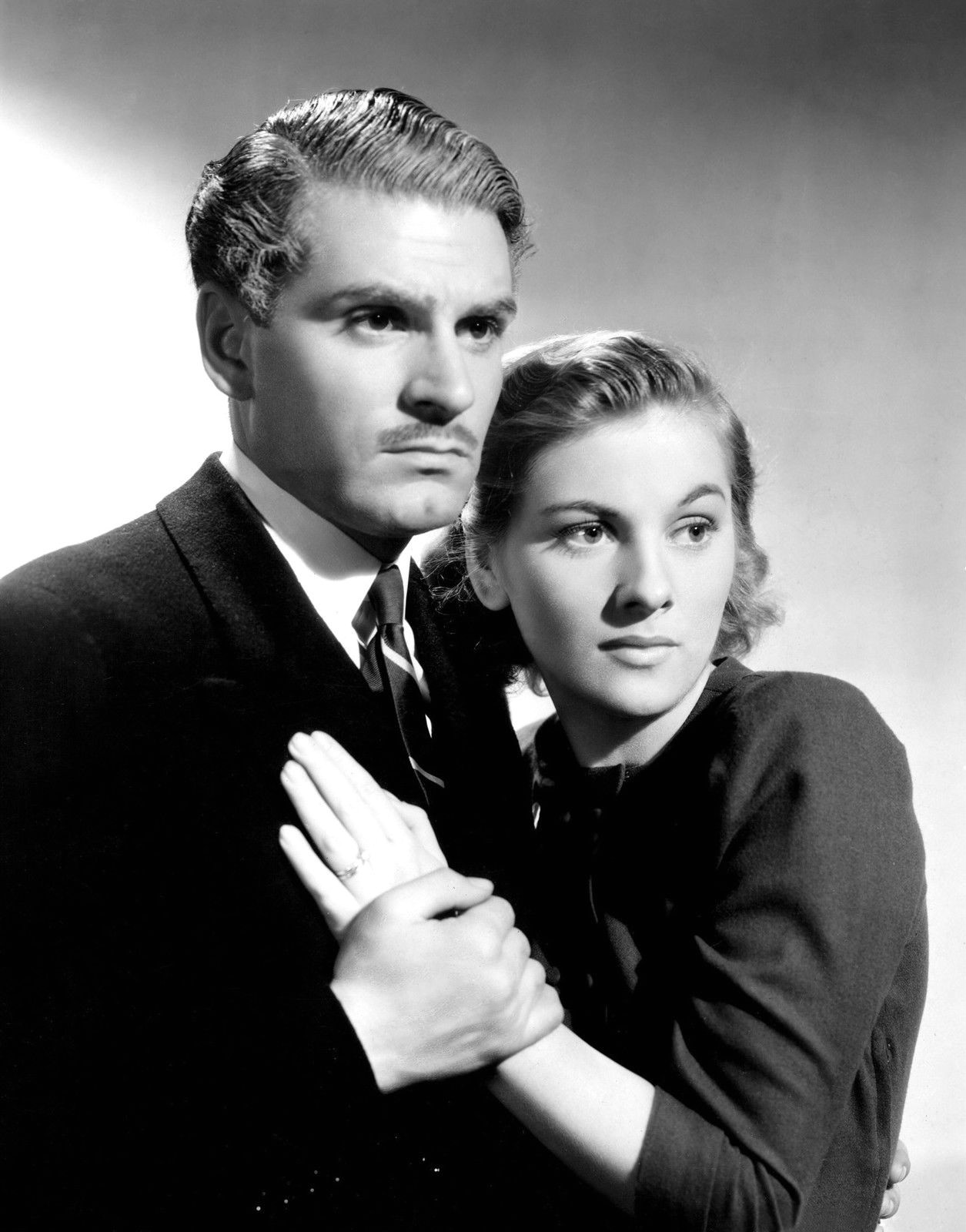
La relación entre Laurence Olivier y Joan Fontaine fue difícil.

Selznick encargó a su supervisora de guiones, Lydia Schiller, que vigilara a Hitchcock y le informara cada vez que este se apartara del guion. El director se enteró de ello y montó en cólera. A partir de ese momento le declaró la guerra a Schiller y, cada vez que se reunían, le profería en voz baja lo que ella calificaba como obscenidades repugnantes. Pese a ello, la empleada se sobrepuso y continuó con su trabajo.
Conforme fue avanzando la película, Hitchcock se fue sintiendo cada vez más molesto por la presencia y las imposiciones de Selznick a pesar de que todos los colaboradores habituales de este le decían que el productor estaba siendo mucho más flexible con él que con otros directores. A finales de septiembre se quejó abiertamente de que Rebeca parecía ser una película de Selznick. El tozudo director se enfrentaba a un productor igualmente obstinado y con un conocimiento de la industria y arte cinematográficos comparable al suyo. El carácter expansivo del productor era muy distinto a la reserva del director inglés y podían chocar en cualquier momento. No obstante, la tensión no rebasó el límite de lo admisible debido a la tolerancia de que ambos hicieron gala y a la asunción de múltiples «acuerdos de caballeros».
Finalmente Selznick encontró una forma de aliviar la educada tensión existente con Hitchcock. Negoció con el productor Walter Wanger su cesión para rodar otra película que acabaría siendo Foreign Correspondent. El día 21 de septiembre, el director comió con Wanger y, unos días más tarde, se oficializó el contrato de cesión. Hitchcock vio que se consolidaba su presencia en los Estados Unidos, Wanger quedó muy satisfecho y Selznick consiguió unas excelentes condiciones económicas y alivió algo la presión que le producían dos películas tan importantes y próximas como Lo que el viento se llevó y Rebeca. Inmediatamente, el ritmo del rodaje de Rebeca se aceleró. Sin embargo, la relación a tres bandas acabó produciendo algunas fricciones. En febrero Selznick reclamó la presencia del realizador para que dirigiera algunas tomas adicionales durante una semana, probablemente con el objetivo de llamar la atención de Wanger porque este estaba sobrepasando los límites del contrato.

## Dirección
Aunque Patricia, la hija de Hitchcock, recordaba el rodaje como agradable porque decía que Selznick estaba distraído con el complicado rodaje de Lo que el viento se llevó, esa impresión no es la que transmitió su padre. Muy al contrario, el director siempre relató que su trabajo no fue agradable debido a las constantes interferencias del productor. El cineasta británico había querido desplazarse a los Estados Unidos para beneficiarse de las ventajas técnicas y financieras de la industria de Hollywood, pero no había esperado encontrar tal intromisión en su trabajo ni tantas diferencias de concepción artística. El severo control que Selznick realizaba para que se respetase el guion era algo a lo que Hitchcock no estaba acostumbrado, pues en su país los sucesivos productores con los que había trabajado habían respetado su libertad creativa.

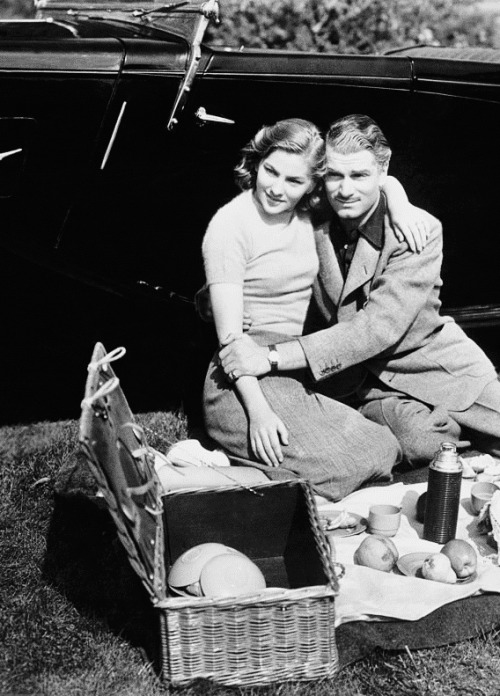
La luna de miel está narrada elípticamente a través de la película doméstica.

Pero Hitchcock supo sortear con acierto las difíciles relaciones con un empresario autoritario como era Selznick. No solo vetó a varios guionistas que no eran de su gusto, sino que también participó en la elección de la actriz protagonista. Su método de trabajo era muy distinto al del productor, ya que al británico le gustaba experimentar, era amigo de realizar tomas poco convencionales y no consideraba que el guion fuera intocable. El director tenía una gran «mano izquierda» y fue eludiendo con habilidad algunas de las imposiciones del productor a pesar de las frecuentes visitas de este, hasta el punto de que muchos consideraron que era el director que había gozado de mayor libertad con Selznick. Este se dio cuenta de que debía dejarle mayor margen de decisión que a otros directores, lo que facilitó las relaciones entre ambos.
El comienzo del filme ha sido señalado como uno de los mejores de Hitchcock, un director caracterizado por excelentes inicios de películas. La luna, que se abre paso entre las nubes, ilumina el enrejado que rodea Manderley mientras la voz de Joan Fontaine cuenta vacilante su sueño. Finalmente, la silueta del todavía imponente caserón se perfila con una mezcla de señorío y perversidad. La secuencia sitúa al espectador en un espacio irreal vinculado a los sueños y la nostalgia.
Tras el prólogo se muestra una inquietante escena en la que, tras mostrarnos como las olas rompen contra la costa, una panorámica presenta la figura de un hombre en lo alto del acantilado. Un primer plano muestra el rostro atormentado de Maxim de Winter y un inserto, su pie avanzando sutilmente hacia el vacío. En pocos segundos se muestra la inquietante relación entre el personaje y el mar y, poco después, se introduce a la protagonista femenina. La secuencia se enlaza con otra muy posterior en la que Maxim confesará finalmente la verdad de su relación con Rebeca.
La secuencia del segundo paseo en automóvil de la pareja protagonista por Montecarlo es un buen ejemplo de la evocación de un pasado que pesa sobre el presente de los personajes. Su planificación y rodaje en diez planos está perfectamente coordinada con los diálogos —«hay recuerdos que son como demonios», replica Maxim cuando ella expresa su deseo de guardar los recuerdos embotellados— para mostrar los sucesivos estados de ánimo de ambos personajes.
Manipulando las raíces folletinescas de la novela, el realizador británico planificó la película más para definir personajes y situaciones que al servicio de la narración. En ella, el espacio juega un papel fundamental, como se ve en los reiterados planos que muestran a la protagonista en soledad en una estancia mientras la cámara retrocede, evidenciando el desamparo de la segunda señora de Winter. Un ejemplo es la secuencia en la que el fiel administrador Frank Crawley le confiesa que Rebeca era «la criatura más hermosa que he visto». El trávelin de retroceso empequeñece a los personajes y abre el cuadro al entorno de la mansión de Manderley, opresiva para la protagonista.
También utiliza hábilmente la elipsis. Así sucede con el fugaz noviazgo de los protagonistas, mostrado a través de paseos en automóvil con planos únicos y poco diálogo; o con la luna de miel, excelentemente mostrada a través de la proyección de la película casera. En ella se contrasta sutilmente la felicidad de los enamorados mostrada por la filmación de su viaje con la incómoda situación que comienza a vivir la nueva señora de Winter en Manderley. La rotura de la película sirve como muestra de la fragilidad de la relación matrimonial. La crítica ha destacado la imagen del atormentado rostro del marido reflejando la proyección, que anticipa diez años una imagen similar de Gloria Swanson en Sunset Boulevard.
Hitchcock utiliza reiteradamente el primer plano de la protagonista para realzar situaciones para ella asfixiantes que parecen abocarle a un callejón sin salida. Por ejemplo, cuando su cuñada le dice que la señora Danvers adoraba a Rebeca la cámara muestra a Joan Fontaine en un primer plano casi expresionista mientras la figura de Gladys Cooper se funde en negro tras ella. Otro primer plano se utiliza en la intensa secuencia en la que la señora Danvers incita a la segunda señora de Winter a arrojarse por la ventana. Y de nuevo durante el interrogatorio judicial a Maxim, cuando su esposa llega a perder el conocimiento debido a la tensión que sufre.
Pero quizá la secuencia más valorada sea la de la confesión de Maxim a su mujer en la casita de la playa. En un brillante movimiento de cámara, esta se desplaza por la estancia siguiendo las explicaciones que ofrece el señor de Winter de los movimientos que hizo Rebeca para ilustrar el relato de su muerte en el tiempo presente, sin recurrir al flashback y evitando así la visualización de la primera esposa.

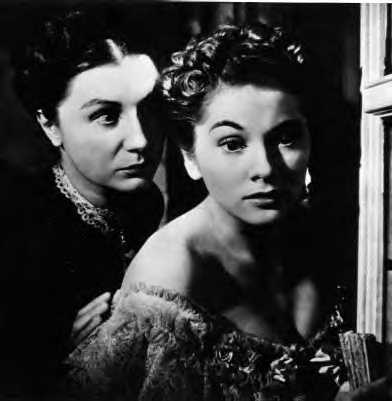
Danvers incita a la señora de Winter al suicidio.

También se ha resaltado la escena en la que el matrimonio se declara su amor en la biblioteca antes de asistir a la vista judicial como una de las mejores escenas de amor del cine de Hitchcock. Cuando ambos se besan, la cámara vuelve a realizar un trávelin en retroceso, pero esta vez reforzando la unión de la pareja y la presencia de la joven en la mansión. Una excelente secuencia similar sería incluida por Michael Curtiz un año más tarde para narrar la despedida de los protagonisas en Murieron con las botas puestas.
La secuencia de cierre no obedece a los deseos de Selznick, que pretendía que el humo del incendio de la mansión trazase una gran letra «R» en el cielo. Tras sugerir la muerte de la señora Danvers, la cámara se desplaza y muestra la cama de Rebeca, con el primoroso bordado realizado por el ama de llaves en la bolsa a punto de perecer entre las llamas. La escena es un año anterior a aquella de El ciudadano Kane en la que Orson Welles enseña al espectador un trineo con una gran «R» grabada ardiendo al final del filme.
Se ha discutido entre la crítica si Rebeca es una auténtica película de Hitchcock o pertenece más a David O. Selznick. El debate fue alentado por el propio director, al afirmar en su célebre libro-entrevista con François Truffaut que «no es una película de Hitchcock». Noël Herpe afirma que el filme no es sino una especie de carta de presentación dirigida a la industria de Hollywood. La disputa es algo estéril. Es indudable que Rebeca es un filme de Selznick en la medida en que está basado en un best seller, dispone de un excelente guion, está diseñada con exquisitez y cuenta con un reparto magníficamente seleccionado; pero la puesta en escena es propia del director británico.
Hitchcock fue nominado al Óscar al mejor director en la edición de 1940. Aquel año era la primera vez que la Academia recurría al sistema de los sobres cerrados y la consiguiente incertidumbre acerca del nombre del ganador. Junto con los otros candidatos presentes —George Cukor, Sam Wood y William Wyler— el realizador inglés intentó disimular su nerviosismo. Pero Frank Capra anunció que el premio recaía en John Ford por The Grapes of Wrath. Fue la primera de varias decepciones de Hitchcock con la Academia.

## Personajes e intérpretes
La Selznick International Pictures disponía de pocos actores en plantilla, por lo que Hitchcock fue encargado inicialmente de elegir el reparto, tal como era la práctica habitual en la empresa.

### Reparto

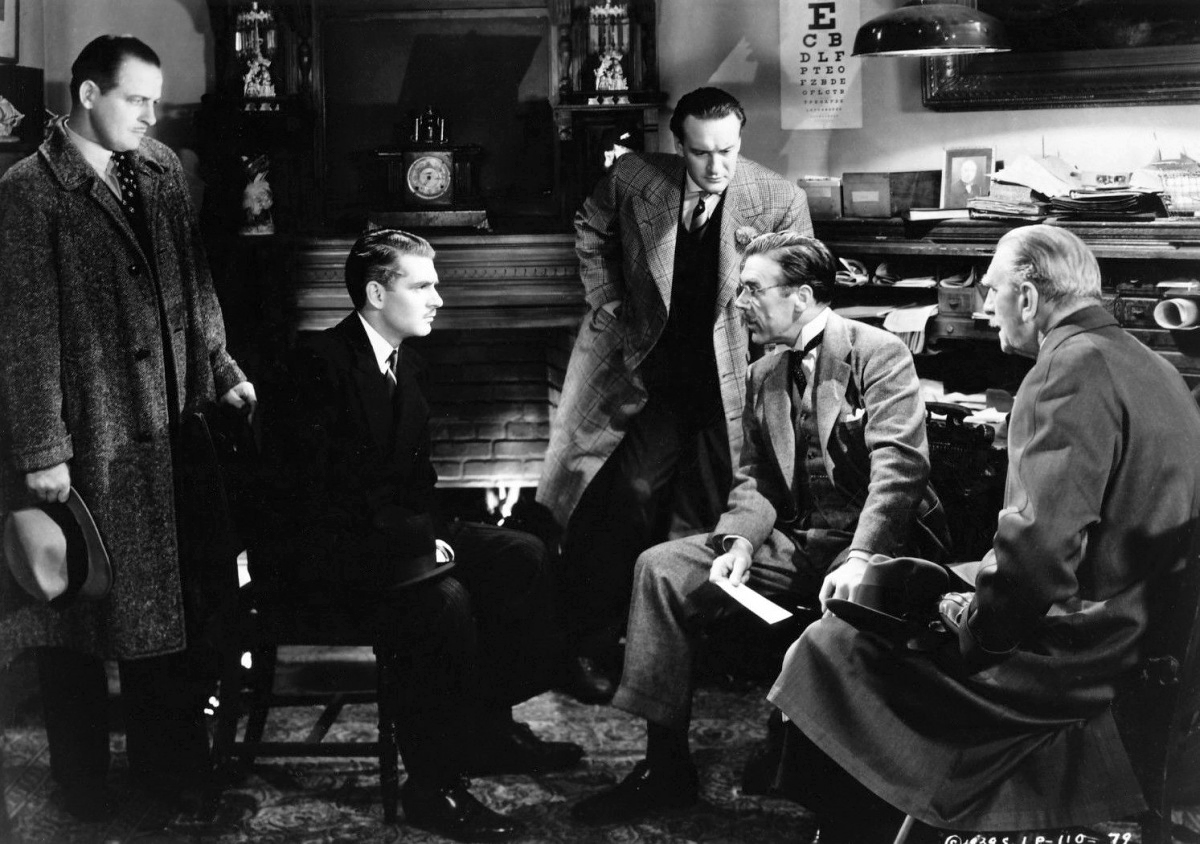
El filme contó con notables secundarios británicos como Reginald Denny, George Sanders, Leo G. Carroll y C. Aubrey Smith.

- Laurence Olivier — «Maxim» de Winter
- Joan Fontaine — La segunda señora de Winter
- George Sanders — Jack Favell
- Judith Anderson — Sra. Danvers
- Gladys Cooper — Beatrice Lacy
- Nigel Bruce — Giles Lacy
- Reginald Denny — Frank Crawley
- C. Aubrey Smith — El coronel Julyan
- Melville Cooper — Médico forense
- Florence Bates — La señora Van Hopper
- Leonard Carey — Ben
- Leo G. Carroll — El doctor Baker
- Edward Fielding — Frith
- Lumsden Hare — El señor Tabbs
- Forrester Harvey — Chalcroft
- Philip Winter — Robert

### Max de Winter

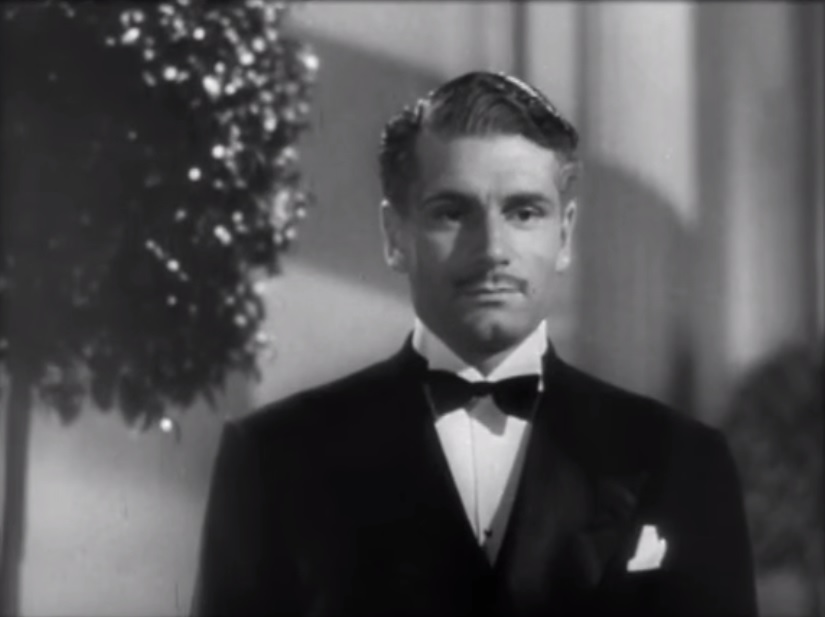
La interpretación de Laurence Olivier no es la más apreciada de su carrera.

La elección del actor que debía encarnar al atormentado señor de Winter fue relativamente sencilla. Inicialmente Selznick había pensado en Ronald Colman y Hitchcock estuvo de acuerdo con él. Sin embargo, el actor británico rechazó el papel porque consideraba —muy acertadamente— que el personaje femenino era mucho más destacado. Además, alegó que no le gustaba el carácter criminal de Maxim de Winter. Se barajaron los nombres de Leslie Howard, Melvyn Douglas, William Powell —descartado por tener un acento demasiado americano—, David Niven —de quien Hitchcock dijo que era demasiado «superficial»— y Walter Pidgeon. Finalmente se inclinaron por Laurence Olivier debido a que les gustaba su forma de hablar algo engreída. El intérprete inglés aceptó encantado.
Olivier había alcanzado el éxito con su interpretación en Cumbres borrascosas y estaba representando en Brodway No Time for Comedy, de Behrman. El actor hizo de inmediato todo lo posible para promocionar a su esposa Vivian Leigh para el papel protagonista. Esta acababa de terminar el rodaje de Lo que el viento se llevó que le lanzaría al estrellato, pero las pruebas de cámara la señalaban como inadecuada para el papel. Olivier cobró un sueldo de 695 dólares al día, el más alto entre los miembros del reparto.
Pese a su indiscutible categoría como actor, Rebeca no se encuentra entre los trabajos mejor valorados del británico. Olivier se sintió incómodo en su colaboración con Joan Fontaine y con Hitchcock. El historiador del cine Donald Spoto critica su interpretación, según él basada en constantes masajeos de frente y sienes. Y parece que al mismo Selznick le disgustaban sus largas y deliberadas pausas. Igualmente negativa es la opinión de Robin Wood. Sin embargo, Tomás Fernández Valentí considera que el personaje es difícil y Olivier matiza perfectamente sus emociones. En cualquier caso, su labor le mereció una nominación al Óscar al mejor actor, si bien el premio fue para James Stewart por The Philadelphia Story.
Su personaje fue uno de los que resultaron modificados por las exigencias de la censura dirigida por Joseph I. Breen, hasta el punto de que Hitchcock bromeó tiempo después al respecto. Cuando alguien la preguntó si no hubiera sido mejor matarlo (a Max de Winter), el director contestó «¿a quién? ¿A Breen? No, no creo».

### La segunda señora de Winter
Ya antes de la realización de Jamaica Inn, Selznick había manifestado su interés por Loretta Young para interpretar a la protagonista. Por su parte, Hitchcock propuso a Nova Pilbeam, la protagonista de Inocencia y juventud, pero luego cambió de opinión. Una vez seleccionado para el principal papel masculino, Laurence Olivier intentó convencer a Selznick de que contratara a su esposa, Vivien Leigh, que acababa de protagonizar Lo que el viento se llevó. Sin embargo, el productor era más partidario de repetir el mismo proceso de gigantesco casting que había seguido en esa última película, método que le parecía muy eficaz desde el punto de vista publicitario. Para ello se probaría tanto a famosas estrellas como a aspirantes desconocidas. Selznick, Hitchcock, George Cukor y John Cromwell formaron un tribunal ante el que desfilaron, entre otras muchas, Jean Muir, Lucile Fairbanks, Heather Angel, Frances Reid, Rene Ray, Julie Haydon, Dorothy Hyson, Ellen Drew, Pauline Moore, Louise Campbell, Fay Helm, Anita Louise, Augusta Dabney, Frances Dee, Joan Tetzel, Virginia Gilmore, la mencionada Loretta Young y la recomendada Vivien Leigh. Finalmente quedaron cuatro finalistas: Joan Fontaine, su hermana Olivia de Havilland, Margaret Sullavan y Anne Baxter.
|             |
| Anne Baxter |

|                   |
| Margaret Sullavan |

|                     |
| Olivia de Havilland |

|              |
| Vivien Leigh |

|               |
| Loretta Young |

|           |
| Jean Muir |

|               |
| Pauline Moore |

|             |
| Joan Tetzel |

De las finalistas, Sullavan parecía ser la preferida por los colaboradores de Selznick, pero aparentaba ser demasiado independiente para encarnar a una jovencita ingenua y tímida que parecía exigir una gran pasividad y que debía inspirar compasión. Olivia de Havilland era reacia a competir con su hermana, sobre todo cuando ella ya había interpretado un importante papel en Lo que el viento se llevó mientras que Fontaine no había descollado todavía. Baxter tenía una sólida experiencia teatral y el decidido apoyo de Alma Reville y Joan Harrison, pero sus dieciséis años hicieron que el productor la considerara demasiado joven para interpretar a la esposa de Olivier, quien le doblaba en edad e interpretaba a un personaje todavía mayor. Aunque las colaboradoras de Hitchcock creían que Fontaine era extremadamente «remilgada» y el propio director pensaba que tenía «una sonrisa tonta hasta un grado que es intolerable», las pruebas de cámara la revelaron idónea por su sencillez y desasosiego, ya fuera debido a sus cualidades interpretativas o a su propia falta de seguridad ocasionada por su inexperiencia. Aunque indeciso, Hitchcock defendió su candidatura pese a las críticas que recibía en derredor. Selznick pidió a la actriz que hiciera una última prueba de cámara, pero ella se negó porque se iba a casar y partir en viaje de luna de miel. Puede que en la elección final influyera un cierto enamoramiento de Selznick por la actriz —como señaló uno de sus biógrafos—, pero lo cierto es que Fontaine contrajo matrimonio con el actor Brian Aherne. Para tranquilidad de todo el equipo, la artista canceló su viaje de bodas cuando se le comunicó a última hora que había sido seleccionada para el papel.
Joan Fontaine tenía unos veintidós años, era hija de ingleses y se había criado en California. Tenía cierta cultura y se decía que era un poco engreída. Había trabajado en una docena de películas sin destacar más que otras muchas jóvenes agraciadas, y estaba eclipsada por su hermana Olivia de Havilland. A diferencia de Selznick, Hitchcock no quedó impresionado por ella, e hizo todo lo posible por aislarla del resto del equipo con el fin de que su personaje transmitiera la debida sensación de soledad y ansiedad. No tuvo muchas dificultades para ello porque la actriz no era muy popular entre el resto del reparto. El sueldo de Fontaine fue de 166 dólares diarios, inferior tanto al de Olivier como al de Judith Anderson a pesar de que interpretaba al personaje principal sobre el que recaía el peso de la trama.
Puesto que el peso del filme recaía sobre su personaje, Hitchcock se esforzó en tratarla cariñosamente y ensayar todas sus escenas de forma minuciosa. La actriz siempre recordó con agrado la colaboración con el director. Este ignoró las quejas de Laurence Olivier y utilizó la inseguridad y el nerviosismo de Fontaine para enriquecer su interpretación. La joven tuvo que esforzarse considerablemente. Los primeros días llegaba al plató a las siete de la mañana y no se iba hasta las ocho de la tarde. La hostilidad de otros miembros del elenco y la intensidad del rodaje obligaron a Selznick a reducirle el horario para evitar que enfermara.

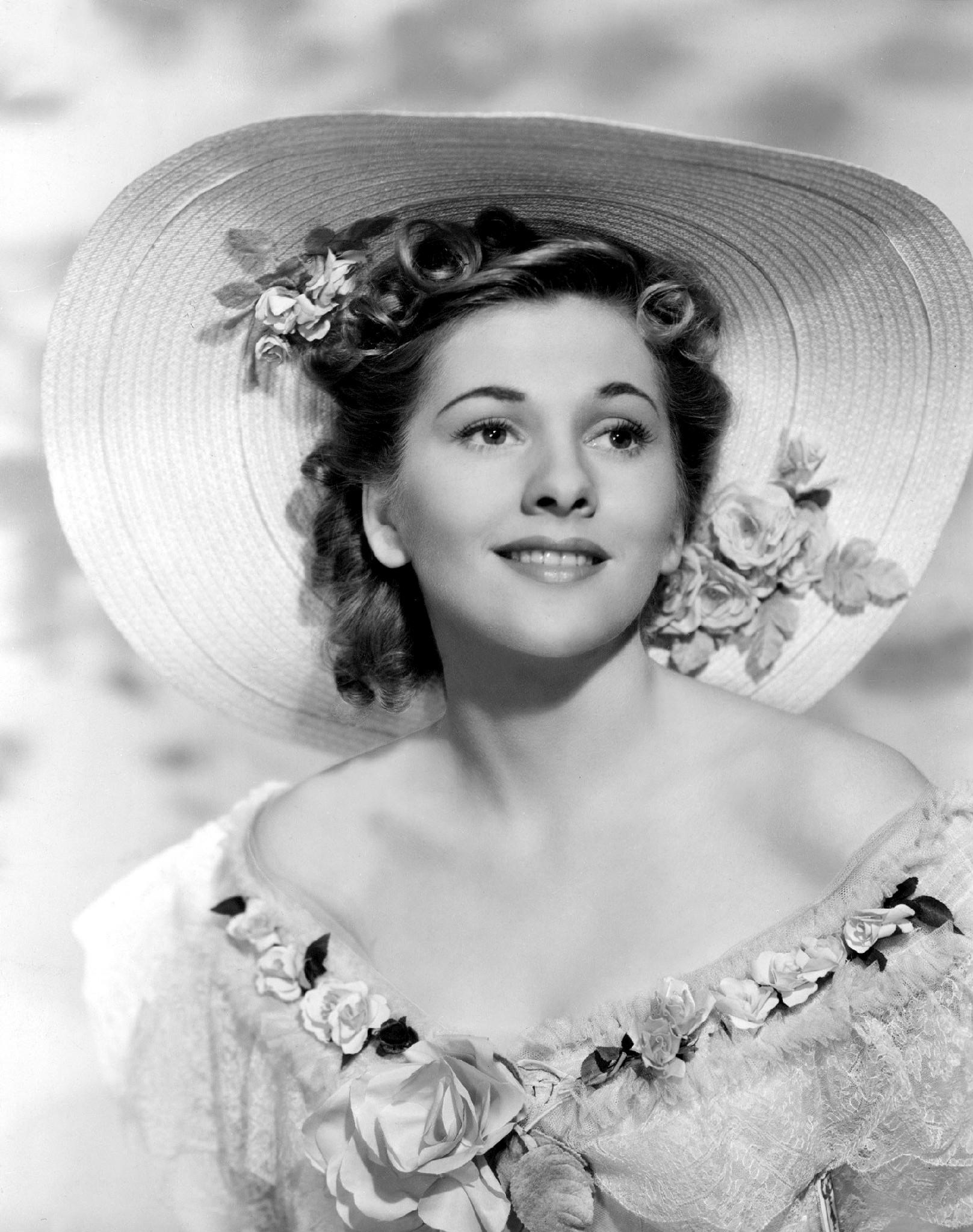
La inseguridad y soledad de Joan Fontaine le ayudaron en su interpretación.

Finalmente se impuso la opinión de que Fontaine no era lo bastante experimentada para interpretar el papel. Así lo recordaba después la ayudante ejecutiva de Selznick, Marcella Rabwin. El mismo productor, a pesar de su encaprichamiento con la artista, acabó reconociendo que conseguir una buena interpretación de ella requería trabajo y tiempo. En cierto momento pidió a su esposa que revisara el material rodado por si hubiera que cancelar el filme, pero ella le dijo que sería una película estupenda. Una vez terminado el rodaje hubo que contener la actuación de Fontaine en determinados momentos. Parece ser que Hitchcock y el cámara George Barnes eliminaron planos en los que ella no había estado a la altura, se grabaron de nuevo gran cantidad de frases de sus diálogos y el propio Selznick trabajó con el montador Hal Kern para mejorar su interpretación en la sala de montaje. La supervisora de guiones Lydia Schiller la describió gráficamente como «una marioneta».
Pero la actriz no fue ajena a sus logros interpretativos. En determinada ocasión, ella misma pidió a Hitchcock que la abofeteara para conseguir llorar en una secuencia que lo requería. El director obedeció sin dudar.
El espectador nunca conoce el nombre de la segunda señora de Winter. El personaje experimenta una evolución a lo largo de la película. Inicialmente es una humilde e inocente señorita de compañía que contrae matrimonio con un aristócrata sin que haya sombra de arribismo. Ello hace que en un determinado momento se aluda a ella como una nueva Cenicienta. A su llegada a Manderley, siente la ausencia de su predecesora constantemente. Al romper accidentalmente una figurita de porcelana y esconder los pedazos reacciona más como una sirvienta que como la señora de la casa. Su subrepticia irrupción en el aposento de la difunta Rebeca es el momento cumbre en ese proceso de conocimiento. Inmediatamente después se rebelará frente a la señora Danvers: «La señora de Winter soy yo». Será la secuencia de la cabaña junto a la playa la que permita explayarse a su marido y confesarle que no amaba a su primera esposa. Es entonces cuando la joven se libra de la amenaza de la comparación con Rebeca y concibe la esperanza de restablecer la relación con su marido.
La historia de la protagonista es, por tanto, la de una muchacha de clase baja inmersa en el mundo de la aristocracia británica, algo ya presente en la novela de Daphne du Maurier. Pero a ello Hitchcock añade un retrato satírico de esa clase alta. La joven capta la atención de lord de Winter gracias a su sinceridad y modestia. De hecho, parece que es la diferencia de clase social lo que atrae a Maxim, tal como se infiere de su consejo de que nunca se convierta en una mujer de treinta y seis años con un vestido negro y un collar de perlas.
La crítica estadounidense quedó complacida con la interpretación de Fontaine, pero la inglesa fue mucho más dura. Se discute si ese tono monocorde y remilgado que mantiene el personaje —una vez sobrepasada la primera media hora caracterizada por la duda— es un defecto de la actriz o, por el contrario, una característica que el personaje tiene en el guion. En cualquier caso, y al contrario de lo que sucede con Laurence Olivier, se suele considerar que se trata de su mejor interpretación. Fontaine fue candidata al Óscar a la mejor actriz, que recayó finalmente en Ginger Rogers por Espejismo de amor. También fue candidata al premio a mejor actriz otorgado por el Círculo de Críticos de Nueva York, si bien este fue a parar a Katharine Hepburn por The Philadelphia Story.

### La señora Danvers

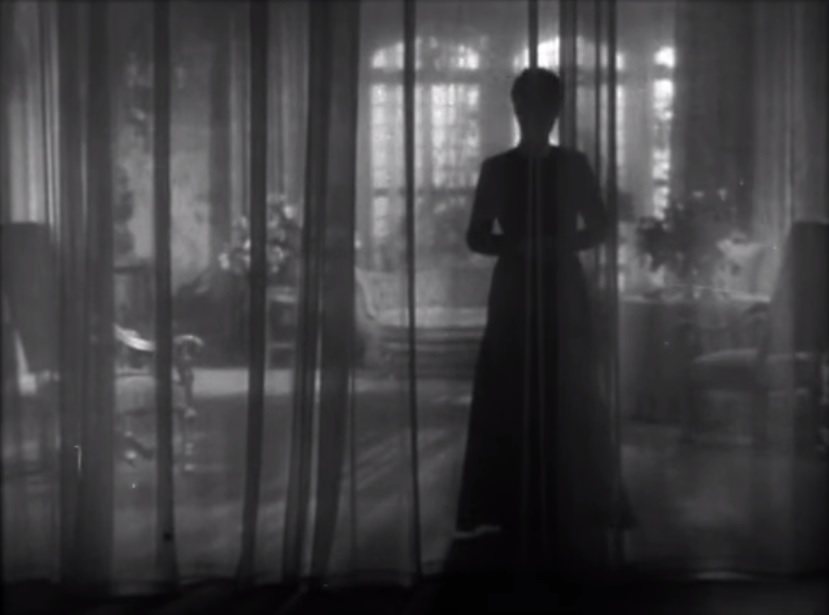
Danvers cobra un amenazador aspecto fantasmal.

Selznick había pensado en Alla Nazimova o Flora Robson para encarnar al ama de llaves. Pero fue Kay Brown quien apareció con la actriz perfecta: Judith Anderson. Anderson fue una artista de origen australiano que triunfó sobre las tablas de Broadway encarnando papeles como el de Lady Macbeth, pero cuya presencia en el cine y en la memoria de los espectadores quedó marcada por el inolvidable personaje que construyó en Rebeca.
Anderson quedó tan gratamente impresionada por haber sido seleccionada para trabajar en una película de Hitchcok que pidió una garantía por escrito de que este iba a ser el director de la película. La exigencia puso en un compromiso a Selznick por el agravio comparativo que suponía, pero la aceptó. La actriz percibió un sueldo de 291 dólares diarios, superior al de la inexperta Joan Fontaine.
Anderson relató que poco antes del rodaje se desplazó a Nevada para divorciarse y allí recibió una carta del productor diciéndole que bajo ningún concepto se depilase las cejas. Detalles como este muestran lo minucioso y observador que era el productor en su trabajo.
El ama de llaves es un perfecto ejemplo de relación entre personaje y decorado. Se caracteriza por un gran estatismo y ausencia de gestualidad que coincide con el inmovilismo de Manderley. Su vestimenta en tonos negros también la identifica con la oscuridad de la mansión. En la entrevista que mantuvo con François Truffaut, Hitchcock explicaba esta característica que asemeja a Danvers a un fantasma:

La señora Danvers no anda casi, nunca se la veía moverse. Si entraba en la habitación en que estaba la heroína, la muchacha oía un ruido y la señora Danvers se encontraba allí, siempre en pie, sin moverse. Era un medio de mostrarlo desde el punto de vista de la heroína: no sabía jamás dónde estaba la señora Danvers y de esta manera resultaba más terrorífico; ver andar a la señora Danvers la hubiera humanizado.

Su admiración por Rebeca ha hecho que se le atribuya una pasión amorosa e, incluso rasgos lésbicos. La secuencia en la que pasa por su rostro un abrigo de piel de la difunta así parece sugerirlo, y solo hacía falta la perversidad de Hitchcock para resaltar esa característica ya presente en la novela. Sin embargo, el código Hays impedía demasiados subrayados al respecto. El censor Joseph I. Breen advirtió a Selznick que no consentiría perversiones explícitas ni implícitas. Hubo que suprimir el manoseo de la ropa interior de la difunta y la descripción de sus atributos físicos, quedando solo una mención al «fino camisón bordado por las monjas del convento de Saint-Clair».
Por otro lado, también se ha señalado que la complicidad de Danvers con el amante de su antigua señora excluye un amor egoísta. Puesto que llegó a Manderley con Rebeca, parece intentar que la difunta siga presente en el mundo de los vivos para justificar su propia existencia. Es un personaje esencial para que la protagonista sienta la ausencia de Rebeca, como en la secuencia en la que procede a peinarla explicando el ritual que seguía con su antigua señora. Su inmolación en el incendio final se produce cuando el mantenimiento del mito resulta imposible y la funde definitivamente con el decorado. Se constituye así como uno de los personajes más emblemáticos del cine de Hitchcock.
Tania Modleski, que realiza una reinterpretación de la filmografía de Hitchcock en clave feminista, va más allá y considera que la pasión lésbica de Danvers se extiende a la segunda señora de Winter, ya que intentaría reemplazar a la fallecida Rebeca por la nueva señora.
Anderson fue nominada al Óscar a la mejor actriz secundaria por su recordada interpretación, si bien el premio fue ganado por Jane Darwell por su papel de Ma Joad en The Grapes of Wrath.
Todavía en fecha tan avanzada como 2003, el Instituto Americano del Cine incluyó a la señora Danvers en su lista de los cincuenta mejores villanos cinematográficos en el puesto trigésimo primero.

### Jack Fawell
George Sanders interpreta a Jack Fawell, amante de Rebeca. Su naturaleza falsa, arribista y manipuladora es mostrada en pequeños detalles realzados por la actuación de Sanders. En su primera aparición en pantalla, el actor atraviesa una ventana, evidenciando así el papel de intruso que desempeña el personaje. Se autoinvita a un almuerzo al tiempo que intenta chantajear a Maxim. Y también insulta al coronel Julyan afirmando que pretende proteger a lord de Winter durante la investigación solo porque este es rico y le invita a sus cenas. La censura aceptó la relación adúltera debido a las exigencias de la trama.
Es significativo que durante la secuencia en la que el doctor Baker desvela que Rebeca padecía una enfermedad incurable la cámara se centre en Fawell, derrotado por una revelación que da al traste con sus planes chantajistas. Como consecuencia del descubrimiento de que el supuesto embarazo no era sino un tumor —lo que abona la tesis del suicidio de su amante— el personaje telefonea de inmediato a la señora Danvers, precipitando el final de Manderley.

### La señorita Van Hopper

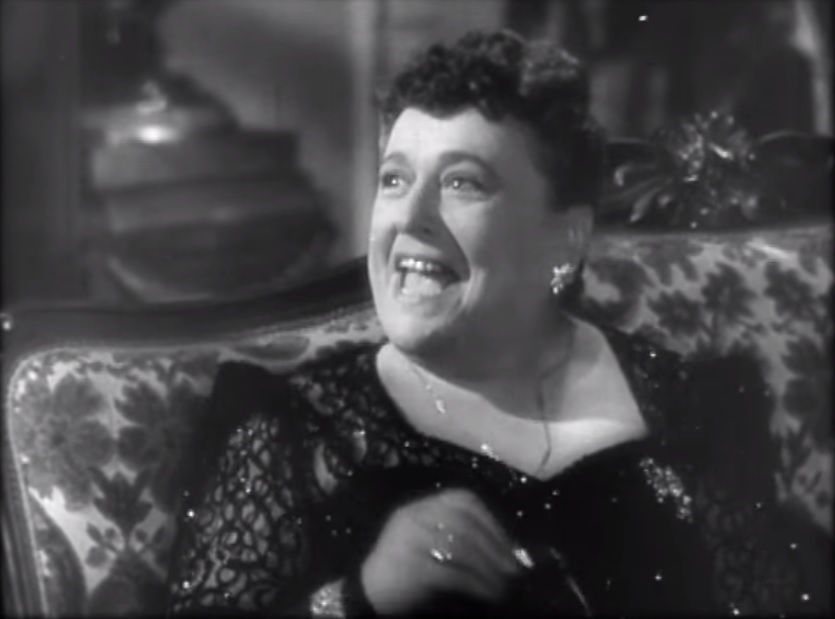
Florence Bates encarna a la desagradable señorita Van Hooper.

Para el papel de la insoportable señorita Van Hopper, para la que trabaja la protagonista como señorita de compañía al principio del filme, se barajaron los nombres de Lucile Watson, Laura Hope Crews, Mary Boland, Alice Brady y Cora Whiterspoon. Sin embargo, la elección fue resuelta por Hitchcock, quien asistió con su esposa a una función teatral en el Pasadena Playhouse y quedó gratamente impresionado por Florence Bates, una actriz de cincuenta y un años que había abandonado su profesión de abogada para dedicarse a la interpretación y para la que Rebeca supuso su debut cinematográfico. Bates era sumamente inteligente y había sido la primera mujer que se licenció en Derecho en Texas.
Pese a su edad, Rebeca era la segunda película de Bates y todavía cometía errores debido a su inexperiencia. En el momento de la aparición de Laurence Olivier en el hotel de Montecarlo debía decirle a su acompañante: «Mira, es Max de Winter». Sin embargo, fue necesario realizar hasta diez tomas para rodar tan sencilla frase debido a las constantes equivocaciones de la actriz. Hitchcock perdió los nervios y le preguntó a gritos cuándo iba a comenzar a actuar.
La madura Bates tampoco se libró de las ironías del director a pesar de su edad y apariencia. En determinada ocasión se encontraba ensayando poses fuera de cámara preparando una secuencia que se iba a rodar a continuación cuando oyó la voz de Hitchcock a través de la megafonía diciendo «Vaya, vaya señorita Bates, ¿desde cuándo ha empezado a jugar con su cuerpo?». Una muestra de las groserías de doble significado que el cineasta británico solía prodigar.
Van Hopper es un ácido retrato de las americanas adineradas: es incapaz de tomar una medicina sin comerse un bombón, manifiesta los tradicionales reparos estadounidenses hacia los británicos y se muestra cruelmente ofensiva con su joven dama de compañía insinuando que ha «pescado» a su marido quedando deliberadamente encinta.

### Otros personajes
Los secundarios fueron reclutados entre la abundante colonia británica existente en Hollywood: C. Aubrey Smith, Leo G. Carroll, Nigel Bruce, Reginald Denny y Melville Cooper. El comienzo del rodaje coincidió con el estallido de la guerra en Europa, lo que preocupó a Selznick porque pensaba que podían decidir regresar al Reino Unido.

### Manderley
El prólogo del filme ya deja entrever la importancia que la mansión tiene en el relato. Se trata del tercer vértice de un triángulo que forma junto a Max de Winter y su segunda esposa. Su presencia hará sentir a la protagonista la ausencia de una Rebeca a la que no llegó a conocer, hasta que el último gesto de locura —o de amor— de la señora Danvers la destruye en un voraz incendio. Desde su misma llegada, las paredes del edificio aplastan moralmente a la antigua señorita de compañía: las habitaciones parecen rechazarla, la biblioteca no es lugar adecuado porque su chimenea no es encendida hasta la tarde, el mayordomo Frith observa sus titubeantes pasos y hasta el perro Jasper esquiva su compañía.

## Música
Selznick quería contar nuevamente con Max Steiner, quien había elaborado la banda sonora de Lo que el viento se llevó con gran éxito y había sido nominado al Óscar. Sin embargo, Warner Bros. no quiso ceder los servicios del músico. En consecuencia, el productor decidió recurrir a Franz Waxman, quien ya había trabajado para él en la comedia The Young in Heart (1938) consiguiendo también la nominación al Óscar.
Waxman tuvo muchas dificultades para realizar la banda sonora de Rebeca debido a las constantes dilaciones provocadas por la primacía de Lo que el viento se llevó, que le obligaron a simultanear su trabajo para Selznick con sus obligaciones con Metro-Goldwyn-Mayer. Sin embargo, consiguió uno de sus mejores trabajos, con un tema dedicado a la difunta Rebeca que contribuye a convertirla en un importante personaje de la trama a pesar de no aparecer nunca en pantalla. Para ello recurrió al novachord, un primitivo sintetizador. Con parecidos propósitos creó un leitmotiv específico para Manderley que convierte la mansión en un personaje más. El tema amoroso solo brotará con fuerza tras la destrucción del imponente inmueble.
Sin embargo, se ha criticado el excesivo uso de la música durante el filme, lo que merma potencia a esta en los momentos en los que debe ser determinante. Ejemplos de esa saturación serían la primera parte de la película que transcurre en Montecarlo o los paseos del matrimonio de Winter por los jardines de Manderley. Waxman consiguió una nueva nominación al Óscar por su trabajo, aunque fue derrotado por los autores de la banda sonora de Pinocho.

## Fotografía
George Barnes realizó un gran trabajo que le valió ser premiado con el Óscar a la mejor fotografía en blanco y negro.

## Montaje
El montador oficial fue Hal C. Kern. Inicialmente Hitchcock se desentendió de esta fase y fue Selznick quien la supervisó personalmente. Suyo fue un primer montaje. Sin embargo, el director se reincorporó algo más tarde a esta labor y se puede decir que el montaje definitivo es obra conjunta de ambos cineastas. Kern fue nominado al Óscar, pero fue derrotado por Anne Bauchens y su trabajo en Policía montada del Canadá.

## Recepción

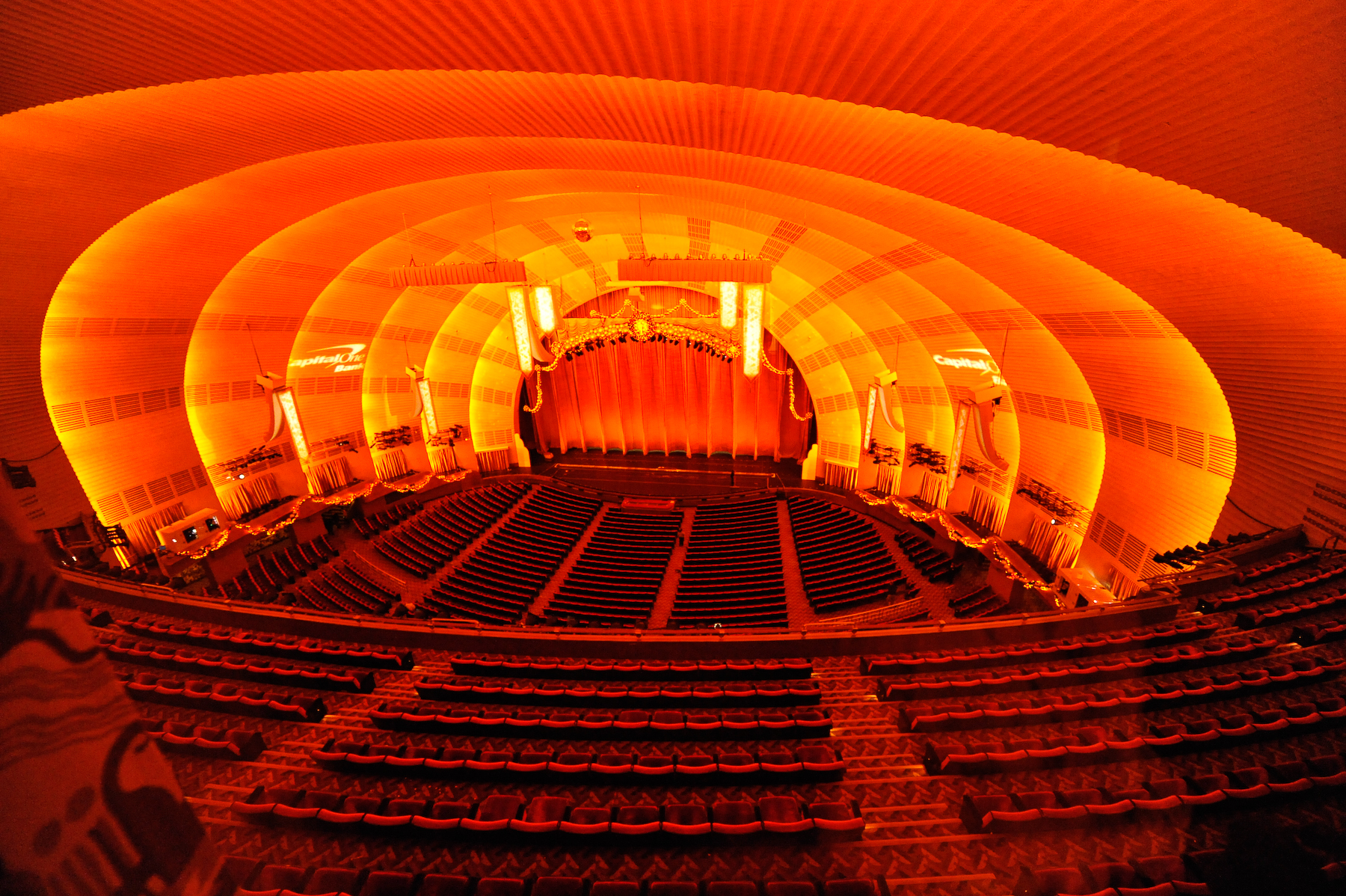
El filme fue estrenado en Nueva York en el Radio City Music Hall.

Rebeca quedó terminada a finales de noviembre de 1939. El 13 de febrero de 1940 se estrenó en Santa Bárbara y el 28 de marzo siguiente en el Radio City Music Hall de Nueva York, después de que Lo que el viento se llevó hubiera conseguido diez premios de la academia, incluido el de mejor película que recogió Selznick. La nueva película le permitió al productor tomar en sus manos un nuevo Óscar consecutivo al año siguiente. El éxito de taquilla permitió que Selznick recuperara su inversión y Hitchcock no lamentara su traslado a América.
Además, la película fue nominada en febrero en once categorías para los premios de la Academia correspondientes a 1940.

## Valoraciones
Primera película americana de Hitchcock, sin embargo Rebeca es también una película muy británica debido a la novela en la que está inspirada, la personalidad del director, los actores principales y su adscripción a una tradición propia del Viejo Continente. Pero al mismo tiempo, está realizada con unos medios técnicos y tiene un acabado industrial propios del cine de Hollywood. La mezcla de diferentes circunstancias da lugar a un producto en el que se entremezclan el folletín, el thriller neogótico y el cuento de hadas.
La consideración de Rebeca como cuento de hadas se ha convertido en un tópico, ya que fue apoyada por el propio Hitchcock en su larga entrevista con François Truffaut. Además, existen referencias a Cenicienta y Alicia en los diálogos del filme. Y la señora Danvers viene a ser una cruel hermanastra. Tania Modleski señala que la secuencia en la que Maxim rechaza a su esposa cuando la ve con el mismo disfraz que usó Rebeca viene a ser un reverso cruel del mito de Cenicienta.
Aunque no llega a ser una historia de fantasmas, la atmósfera que crea Hitchcock sí conduce la película a ámbitos cercanos al cine fantástico. El relato se basa en la influencia casi sobrenatural que una mujer fallecida tiene sobre los habitantes de la mansión que habitó.
Éric Rohmer y Claude Chabrol señalaron ya en 1957 que, sin dejar de ser novelesca, Rebeca se rebela contra sus raíces folletinescas. «Respetando escrupulosamente la letra, Hitchcock fabrica el espíritu». En el mismo sentido, se ha señalado que el director tomó una novela de escaso valor literario y construyó una película que alcanzó el éxito de crítica y público, aunque no pueda ser considerada como totalmente «hitchcockiana» debido a la intervención de Selznick.
Donald Spoto considera que es una obra más de Selznick que de Hitchcock, como el mismo director llegó a decir. Opina que es un drama entretenido aunque con menos sentido del humor que otras películas del director británico y que llega a crear un clima de terror a partir de la idea de que alguien fallecido pueda seguir controlando las vidas de otras personas, una idea que Hitchcock retomaría posteriormente en Vértigo y en Psicosis.

## Premios y reconocimientos
13.ª edición de los Premios Óscar
| Premio                             | Candidatos                       | Resultado |
| ---------------------------------- | -------------------------------- | --------- |
| Mejor película                     | Selznick International Pictures  | Ganadora  |
| Mejor director                     | Alfred Hitchcock                 | Nominado  |
| Mejor actor                        | Laurence Olivier                 | Nominado  |
| Mejor actriz                       | Joan Fontaine                    | Nominada  |
| Mejor guion adaptado               | Robert E. Sherwood Joan Harrison | Nominados |
| Mejor actriz de reparto            | Judith Anderson                  | Nominada  |
| Mejor fotografía en blanco y negro | George Barnes                    | Ganador   |
| Mejor montaje                      | Hal C. Kern                      | Nominado  |
| Mejor dirección artística          | Lyle Wheeler                     | Nominado  |
| Mejores efectos especiales         | Jack Cosgrove Arthur Johns       | Nominados |
| Mejor banda sonora                 | Franz Waxman                     | Nominado  |

National Board of Review
| Reconocimiento              | Candidata | Resultado |
| --------------------------- | --------- | --------- |
| Diez mejores filmes del año | Rebecca   | Incluida  |

Premios del Círculo de Críticos de Cine de Nueva York
| Premio       | Candidata     | Resultado |
| ------------ | ------------- | --------- |
| Mejor actriz | Joan Fontaine | Nominada  |

Instituto Americano del Cine
| Reconocimiento                                         | Candidata      | Puesto |
| ------------------------------------------------------ | -------------- | ------ |
| Cien películas estadounidenses más emocionantes (2001) | Rebeca         | 80.ª   |
| Cincuenta mejores villanos (2003)                      | Señora Danvers | 31.ª   |